# League (đơn vị)
League là một đơn vị đo chiều dài. Nó đã phổ biến ở châu Âu và châu Mỹ Latinh, nhưng không còn là một đơn vị chính thức ở bất kỳ quốc gia nào. Từ ban đầu có nghĩa là khoảng cách một người có thể đi bộ trong một giờ. Kể từ thời trung cổ, nhiều giá trị đã được chỉ định ở một số quốc gia.

## Định nghĩa khác nhau

### Rome cổ đại
League đã được sử dụng ở La Mã cổ đại, được định nghĩa bằng 1+1⁄2 dặm La Mã (7.500 foot La Mã, 2.2 km hiện đại hoặc 1,4 dặm). Nguồn gốc là leuga Gallica (cũng là: leuca Gallica), league của Gaul.

### Argentina
League Argentina (legua) là 5,572 km (3,462 mi) hoặc 6,666 varas: 1 vara là 0,83 m (33 in).

### Các quốc gia nói tiếng Anh
Trên mặt đất, league thường được định nghĩa là ba dặm, mặc dù chiều dài của một dặm có thể thay đổi từ nơi này đến nơi khác và tùy thuộc vào thời đại. Trên biển, một league bằng 3 hải lý (3,5 dặm; 5,6 kilômét). Việc sử dụng tiếng Anh cũng bao gồm nhiều league khác được đề cập dưới đây (ví dụ, khi thảo luận về Hiệp ước Tordesillas).

### Mexico
Có lẽ ở một số vùng nông thôn của Mexico, league vẫn được sử dụng theo nghĩa gốc của khoảng cách có thể đi bộ trong một giờ, do đó, một league dọc theo một con đường tốt trên mặt đất là một khoảng cách lớn hơn một league trên con đường khó khăn trên địa hình gồ ghề.